# Федеральная служба государственной регистрации, кадастра и картографии
Федеральная служба государственной регистрации, кадастра и картографии (Росреестр) — федеральный орган исполнительной власти, занимающийся учётом и регистрацией недвижимого имущества и сделок с ним. Росреестр также организует инфраструктуру пространственных данных Российской Федерации.

## Подведомственные учреждения
- Федеральное государственное бюджетное учреждение «Федеральная кадастровая палата Федеральной службы государственной регистрации, кадастра и картографии» (ФГБУ «ФКП Росреестра»)[3];
- ФГБУ «Федеральный научно-технический центр геодезии, картографии и инфраструктуры пространственных данных».

## История
В 1997 году был принят Закон РФ «О государственной регистрации прав на недвижимое имущество и сделок с ним». 1 января 2000 года завершилось создание системы учреждений юстиции по государственной регистрации прав на недвижимое имущество и сделок с ним во всех субъектах Российской Федерации.
Указом Президента Российской Федерации В. Путина от 9 марта 2004 года № 314 была образована Федеральная регистрационная служба (Росрегистрация) «О системе и структуре федеральных органов исполнительной власти».
Указом Президента от 25 декабря 2008 года № 1847 она была переименована в Федеральную службу государственной регистрации, кадастра и картографии (Росреестр), предусмотрен переходный период для передачи ей функций и полномочий упраздняемыми Федеральным агентством кадастра объектов недвижимости (Роснедвижимость) и Федеральным агентством геодезии и картографии (Роскартография). 1 марта 2009 года переходный период был завершён.
Административный регламент работы Росреестра утверждён Приказом Министерства экономического развития Российской Федерации от 7 июня 2017 года N 278 «Об утверждении Административного регламента Федеральной службы государственной регистрации, кадастра и картографии по предоставлению государственной услуги по государственному кадастровому учету и (или) государственной регистрации прав на недвижимое имущество» и Приказом Росреестра от 18.06.2019 № П/0240 «Об утверждении Административного регламента осуществления Федеральной службой государственной регистрации, кадастра и картографии государственного земельного надзора».
Средний срок процедуры регистрации недвижимости в 2018 году составил 5 дней, что на 1 день быстрее, чем в 2017 году.

## Подчинение
С 2020 года на основании главы III Указа Президента Российской Федерации от 21 января 2020 года «О структуре федеральных органов исполнительной власти» — Росреестр подведомственен Правительству Российской Федерации, ранее Министерству экономического развития Российской Федерации.

## Полномочия и деятельность службы
К полномочиям Росреестра относятся функции по организации единой системы государственного кадастрового учёта недвижимости, государственной регистрации прав на недвижимое имущество и сделок с ним, а также инфраструктуры пространственных данных Российской Федерации — России.
В рамках своих полномочий Росреестр:
- ведёт Единый государственный реестр недвижимости (ЕГРН);
- ведёт Единый государственный реестр саморегулируемых организаций (ГРСО);
- ведёт Государственный каталог географических названий;
- ведёт сводный государственный реестр арбитражных управляющих
- осуществляет государственный земельный надзор;
- осуществляет государственный геодезический надзор;
- осуществляет ведение мониторинга земель (кроме земель сельскохозяйственного назначения);
- осуществляет контроль за проведением землеустройства;
- проводит экспертизу землеустроительной документации.

## Руководители
Заместитель Министра экономического развития РФ — Руководитель Росреестра — главный государственный регистратор Российской Федерации (ранее — директор Федеральной регистрационной службы России — главный государственный регистратор России).
| № | ФИО                                | Дата назначения | Дата окончания полномочий |
| - | ---------------------------------- | --------------- | ------------------------- |
| — | Сай Сергей Иванович                | май 2000        | август 2004               |
| 1 | Мовчан Сергей Николаевич           | 1 декабря 2004  | 19 марта 2007             |
| — | Трамова Залина Мухабиевна (врио)   | 20 марта 2007   | 10 апреля 2007            |
| 2 | Васильев Сергей Васильевич         | 9 апреля 2007   | 9 октября 2012            |
| — | Антипина Наталья Николаевна (врио) | 9 октября 2012  | 29 ноября 2012            |
| 3 | Антипина Наталья Николаевна        | 29 ноября 2012  | 27 марта 2014             |
| 4 | Васильев Игорь Владимирович        | 27 марта 2014   | 28 июля 2016              |
| — | Приданкин Андрей Борисович (врио)  | 30 июля 2016    | 11 октября 2016           |
| 5 | Абрамченко Виктория Валерьевна     | 11 октября 2016 | 21 января 2020            |
| 6 | Скуфинский Олег Александрович      | 21 января 2020  | действующий               |

## Ведомственные награды
- звание «Почётный работник Росреестра»;
- медаль «За заслуги»;
- знак отличия «Почётный геодезист»;
- знак отличия «Почётный наставник Росреестра»;
- нагрудный знак «За безупречный труд»;
- нагрудный знак «10 лет Росреестру»;
- нагрудный знак «15 лет Росреестру»;
- Почётная грамота Федеральной службы государственной регистрации, кадастра и картографии;
- Благодарность руководителя Федеральной службы государственной регистрации, кадастра и картографии.

## Некоторые издания
- Атлас мира [Карты] : справочное издание / гл. ред. Г. В. Поздняк ; отв. ред. Е. Н. Лазарева ; карт. С. В. Кривов [и др.]. — М. : ПКО «Картография» : Оникс, 2010. — 256 с. — ISBN 978-5-85120-295-7.

## Нумизматика
- 15 августа 2018 года Банк России выпустил в обращение памятную серебряную монету номиналом 1 рубль «Росреестр»[18].